# Адмирал Макаров (сторожевой корабль)
«Адмирал Макаров» — российский гвардейский фрегат, третий корабль проекта 11356Р, флагман Черноморского флота России. Корабль входит в состав 30-й дивизии надводных кораблей.
Назван в честь вице-адмирала Российского императорского флота Степана Осиповича Макарова.

## Строительство корабля
Фрегат «Адмирал Макаров» был заложен 29 февраля 2012 года на судостроительном заводе «Янтарь» в Калининграде.
Был спущен на воду в Балтийском море 2 сентября 2015 года.
Экипаж корабля был сформирован к 12 января 2016 года.

## Испытания
Швартовные испытания начались 31 марта 2016 года. 29 июля, уже в рамках заводских ходовых испытаний, «Адмирал Макаров» впервые вышел в Балтийское море. В сентябре в рамках этих испытаний была успешно опробована установка вертикального пуска (УВП) комплекса 3С90М «Штиль»: поражена зенитной управляемой ракетой (ЗУР) 9М317М ракета-мишень в Балтийском море, запущенная с МРК «Гейзер».
В начале октября 2016 года «Адмирал Макаров» отправился на Северный флот проходить государственные испытания. Сами испытания начались 7 октября. 2 ноября произведена успешная учебная ракетная стрельба по береговой цели на полигонах боевой подготовки Северного флота в Баренцевом море. 10 ноября было сообщено, что Северный флот завершил обеспечение испытаний вооружения корабля: в Баренцевом море были проведены испытания комплексов ракетного, зенитного и артиллерийского вооружения. По завершении данного этапа испытаний, корабль вернулся 25 ноября на сдаточную базу в порт Балтийск. А после возвращения «Адмирал Макаров» принял участие в учениях с боевыми стрельбами в акватории Балтийского моря.
В январе 2017 года испытания продолжились: проведены скоростные и манёвренные испытания, проверены авиационный комплекс и вооружение корабля. С 3 апреля началась очередная стадия государственных испытаний. Передача корабля ВМФ России была запланирована сначала на май, но затем перенесена на июнь. 10 июня замглавкома ВМФ по вооружению вице-адмирал В. И. Бурсук заявил, что фрегат пополнит надводные силы Черноморского флота РФ только в ноябре 2017 года, а межфлотский переход с Балтийского на Чёрное море, к постоянному месту дислокации, запланирован на ноябрь 2017 года после завершения всех этапов испытаний и подготовки материальной части. 30 июля «Адмирал Макаров» принял участие в торжественном параде ко Дню Военно-морского флота РФ 2017 года.
4 сентября, в рамках государственных испытаний, «Адмирал Макаров» успешно поразил из ЗРК «Штиль» мишени имитирующие крылатые ракеты противника, выпущенные с МРК «Гейзер» и «Ливень». 15 сентября замглавкома ВМФ по вооружению вице-адмирал В. И. Бурсук заявил, что фрегат «Адмирал Макаров» завершил государственные испытания и до конца месяца будет передан в состав 30-й дивизии надводных кораблей Черноморского флота ВМФ РФ. 6 октября министр обороны России С. К. Шойгу подтвердил завершение государственных испытаний корабля. Приёмо-передаточный акт на фрегат «Адмирал Макаров» был подписан 25 декабря 2017 года на ПСЗ «Янтарь» между директором завода Эдуардом Ефимовым и председателем комиссии государственной приёмки Минобороны России капитаном 1-го ранга Алексеем Потешкиным. Андреевский флаг подняли на корабле 27 декабря 2017 года.

## Служба
18 августа 2018 года фрегат, находившийся на Балтике с момента вступления в строй в конце 2017 года, начал переход к месту постоянного базирования на Чёрном море. 21 августа был пройден пролив Ла-Манш в сопровождении тральщика британских ВМС. 10 сентября фрегат принял участие в масштабных корабельных учениях ВМФ РФ, проходивших в Средиземном море. К месту постоянного базирования в Севастополь ракетный фрегат «Адмирал Макаров» прибыл 5 октября 2018 года.
5 ноября 2018 года «Адмирал Макаров» взял курс в Средиземное море для выполнения боевых задач в составе Оперативного соединения ВМФ России в Средиземном море. Завершив боевое дежурство, фрегат вернулся в Севастополь 5 марта 2019 года.
19 июля 2019 года успешно провёл учение в акватории Чёрного моря совместно с береговым комплексом «Утёс»: расчёт ПРК «Утёс» применил по «условному противнику» (фрегат «Адмирал Макаров») две ракето-мишени «Прогресс», которые были успешно сбиты в воздухе ракетным вооружением зенитно-ракетного комплекса «Штиль» фрегата.
23 сентября 2019 года «Адмирал Макаров» под флагом командующего Черноморским флотом вице-адмирала Игоря Осипова вновь отправился в акваторию Средиземного моря для несения службы. Также на фрегат была возложена почётная миссия — доставить главную икону Военно-Морского Флота России «Святой апостол Андрей Первозванный» в пункт базирования средиземноморской группировки кораблей ВМФ России в сирийском порту Тартус. Совершив переход из Севастополя в Керкиру по маршруту экспедиции 1798—1800 годов адмирала Фёдора Ушакова, русские моряки дали старт дням его памяти в рамках форума «Русская неделя на Ионических островах» — в 1799 году под его командованием были освобождены Корфу и другие Ионические острова от войск Наполеона. Фрегат «Адмирал Макаров» оставался на острове с 29 сентября по 2 октября и был открыт для свободного посещения.
Далее российские моряки участвовали в совместных учениях с ВМС Алжира и отработали совместные действия по обеспечению безопасности на море: провели тренировки по контролю гражданского судоходства и досмотрели коммерческие суда, подозреваемые в пиратской и незаконной экономической деятельности. 28 ноября фрегат зашёл в кипрский порт Лимасол для пополнения запасов материальных средств и отдыха экипажа, после чего вернулся к выполнению задач в Средиземном море.
В феврале 2020 года фрегаты «Адмирал Макаров» и «Адмирал Григорович» отправлены из Севастополя в Средиземное море. 28 февраля корабли, пройдя проливы Босфор и Дарданеллы, присоединились к постоянной группировке ВМФ России в Средиземном море.
В начале апреля 2022 года «Адмирал Макаров», совместно с однотипными фрегатами «Адмирал Григорович» и «Адмирал Эссен», принял участие в российском вторжении на Украину, обстреляв украинские нефтеперерабатывающие предприятия и нефтехранилища в окрестностях Одессы с использованием крылатых ракет «Калибр», также с фрегата летом 2022 года был совершён ракетный удар по Виннице, в ходе которого погибло 27 человек.
После потопления 14 апреля 2022 года флагмана ЧС РФ крейсера «Москва» «Адмирал Макаров» стал новым флагманом Черноморского флота. По оценкам некоторых военных экспертов, 29 октября 2022 года корабль получил существенные повреждения в ходе атаки беспилотников на базу ЧФ РФ в Севастополе, российская сторона при этом не подтверждает повреждение фрегата.
1 декабря 2023 года фрегат получил почётное наименование «гвардейский».

## Командиры
- январь 2016 — н. в. капитан 2-го ранга, с 2020 года капитан 1-го ранга Бреев Григорий Александрович